# Anfora di Baratti
L'anfora di Baratti è una celebre anfora d'argento, capolavoro di arte tardoantica orientale, proveniente forse da Antiochia di Siria e databile alla fine del IV secolo.

## Storia e descrizione
Andata persa in antichità nel corso di un naufragio al largo del golfo di Baratti, fu rinvenuta accidentalmente in mare tra le reti del pescatore pugliese Gaetano Graniero nel 1968, peraltro notevolmente danneggiata da un'estremità di un'ancora.
Oggetto di pregevolissima fattura, in argento quasi puro (94-96 %) l'anfora poteva contenere fino a 22 litri di vino. Presenta i segni per l'attaccatura di due manici, non rinvenuti. Presenta 132 applicazioni ovali con figure a rilievo, legate al culto di Cibele, diffuso soprattutto in Siria e Anatolia (Frigia); vi si riconoscono altresì Zeus, Era, Afrodite, Atena, Apollo, Ares, Attys, Dioniso, musici e menadi danzanti. Tra le varie ipotesi c'è quella che il tema ruoti attorno al mito di Paride, con intrecci e rimandi ad altri miti. Le figure si allineano su dieci file, fino al collo del vaso, interrotte da una ghirlanda.
Non solo si tratta quindi di un raro pezzo di argenteria tardoantica, ma anche di un documento sul persistere della cultura pagana in alcune frange di popolazione dell'Impero Romano anche dopo la conversione statale al Cristianesimo. Non è chiaro se si tratti di un oggetto destinato ad abbellire una mensa privata o se avesse una qualche funzione cultuale.
Pezzo unico, presenta confronti con un'altra anfora in argento rinvenuta a Conçesti in Moldavia e oggi all'Ermitage, simile nella forma ma non nella decorazione. L'attribuzione a una manifattura di Antiochia si basa sul fatto che tale centro fosse il più importante per la lavorazione dell'argento, ma non si può escludere che provenga da un centro danubiano come Sirmium o Naissus.
L'anfora, dopo essere stata a lungo al Museo archeologico nazionale di Firenze, è oggi conservata nel Museo archeologico del territorio di Populonia a Piombino.